# The Albums
The Albums – box set szwedzkiego zespołu ABBA wydany w 2008 przez Universal Music Group. Box set zawiera 8 albumów ABBY oraz jedną dodatkową płytę z piosenkami bonusowymi. Wydanie The Albums spowodowane było wielkim sukcesem musicalu Mamma Mia!.
W Polsce zestaw uzyskał status platynowej płyty.

## Lista piosenek

### CD 1

#### Ring Ring(1973)
1. „Ring Ring”
2. „Another Town, Another Train”
3. „Disillusion”
4. „People Need Love”
5. „I Saw It In The Mirror”
6. „Nina, Pretty Ballerina”
7. „Love Isn’t Easy (But It Sure Is Hard Enough)”
8. „Me And Bobby And Bobby’s Brother”
9. „He Is Your Brother”
10. „She’s My Kind of Girl”
11. „I Am Just A Girl”
12. „Rock’n Roll Band”

### CD 2

#### Waterloo(1974)
1. „Waterloo”
2. „Sitting In The Palmtree”
3. „King Kong Song”
4. „Hasta Mañana”
5. „My Mama Said”
6. „Dance (While The Music Still Goes On)”
7. „Honey, Honey”
8. „Watch Out”
9. „What About Livingstone?”
10. „Gonna Sing You My Lovesong”
11. „Suzy-Hang-Around”

### CD 3

#### ABBA(1975)
1. „Mamma Mia”
2. „Hey, Hey Helen”
3. „Tropical Loveland”
4. „SOS”
5. „Man In The Middle”
6. „Bang-A-Boomerang”
7. „I Do, I Do, I Do, I Do, I Do”
8. „Rock Me”
9. „Intermezzo No. 1"
10. „I’ve Been Waiting For You”
11. „So Long”

### CD 4

#### Arrival(1976)
1. „When I Kissed the Teacher”
2. „Dancing Queen”
3. „My Love, My Life”
4. „Dum Dum Diddle”
5. „Knowing Me, Knowing You”
6. „Money, Money, Money”
7. „That’s Me”
8. „Why Did It Have To Be Me?”
9. „Tiger”
10. „Arrival”

### CD 5

#### ABBA–The Album(1977)
1. „Eagle”
2. „Take a Chance on Me”
3. „One Man, One Woman”
4. „The Name of the Game”
5. „Move On”
6. „Hole In Your Soul”
The Girl With The Golden Hair – 3 sceny z mini musicalu –
7. „Thank You for the Music”
8. „I Wonder (Departure)”
9. „I’m A Marionette”

### CD 6

#### Voulez-Vous(1979)
1. „As Good as New”
2. „Voulez-Vous”
3. „I Have A Dream”
4. „Angeleyes”
5. „The King Has Lost His Crown”
6. „Does Your Mother Know”
7. „If It Wasn’t For The Nights”
8. „Chiquitita”
9. „Lovers (Live A Little Longer)”
10. „Kisses of Fire”

### CD 7

#### Super Trouper(1980)
1. „Super Trouper”
2. „The Winner Takes It All”
3. „On and On and On”
4. „Andante, Andante”
5. „Me and I”
6. „Happy New Year”
7. „Our Last Summer”
8. „The Piper”
9. „Lay All Your Love on Me”
10. „The Way Old Friends Do”

### CD 8

#### The Visitors(1981)
1. „The Visitors”
2. „Head Over Heels”
3. „When All Is Said and Done”
4. „Soldiers”
5. „I Let The Music Speak”
6. „One of Us”
7. „Two For The Price Of One”
8. „Slipping Through My Fingers”
9. „Like An Angel Passing Through My Room”

### CD 9

#### Bonus Tracks
1. „Merry-Go-Round”
2. „Santa Rosa”
3. „Ring, Ring (Bara Du Slog En Signal)”
4. „Waterloo” (Swedish Version)
5. „Fernando”
6. „Crazy World”
7. „Happy Hawaii”
8. „Summer Night City”
9. „Medley: Pick A Bale Of Cotton/On Top Of Old Smokey/Midnight Special”
10. „Lovelight”
11. „Gimme! Gimme! Gimme! (A Man After Midnight)”
12. „Elaine”
13. „Should I Laugh Or Cry”
14. „You Owe Me One”
15. „Cassandra”
16. „Under Attack”
17. „The Day Before You Came”